# (2735) Ellen
(2735) Ellen est un astéroïde de la ceinture principale.

## Description
(2735) Ellen est un astéroïde de la ceinture principale. Il fut découvert par Schelte J. Bus et Tod R. Lauer le 13 septembre 1977 à l'observatoire Palomar. Il présente une orbite caractérisée par un demi-grand axe de 1,85 UA, une excentricité de 0,054 et une inclinaison de 23,05° par rapport à l'écliptique.
Il fut nommé en hommage à Ellen Howell, astronome américaine, spécialisée dans l'étude des planètes qui a découvert 88P/Howell.

## Compléments